# Karl Döppel
Karl Döppel (* 4. Mai 1890 in Nürnberg; † 28. Oktober 1952 ebenda) war ein deutscher Ringer im griechisch-römischen Stil.

## Leben
Döppel trat 1906 dem SC 1904 Maxvorstadt Nürnberg bei und wurde schon 1909 erstmals Deutscher Meister im Ringen. Im Jahr 1920 leistete er seinen Militärdienst in München und absolvierte 1911 und 1912 eine Ausbildung zum Turn- und Sportlehrer. Er fand eine Anstellung als Turnlehrer bei der Stadt Nürnberg, konnte aber wegen der Militärzeit und der Ausbildung von 1910 bis 1912 nur eingeschränkt am Sportbetrieb teilnehmen. Von 1914 bis 1918 musste er am Ersten Weltkrieg teilnehmen, den er schwerverwundet überlebte (drei Verwundungen: Lungendurchschuss, zwei Schulterschüsse). Trotzdem nahm er bereits 1919 wieder an Ringerveranstaltungen teil und konnte auch seinen Beruf bis zu seinem frühen Tod 1952 weiter ausüben. Neben seinen Spitzenleistungen im Ringen zeigte Döppel auch gute Leistungen in der Leichtathletik und im Gewichtheben. Er stieß beispielsweise 125 kg beidarmig. In seinem Verein, dem SC Maxvorstadt, trug er als Trainer im Ringen viel dazu bei, dass viele junge Ringer die deutsche und internationale Spitze erreichten (Leucht, Sperling, Reitmeier, Lehner, Hornfischer u. a.).

## Erfolge
- 1909: Deutscher Meister in Essen im Mittelgewicht vor Buchholtz und Köhnen, beide Essen,
- 1912: in Nürnberg Schultersieger über den deutschen Mittelgewichtsmeister Julius Maier, Untertürkheim in vier Minuten,
- 1913: Vierter Platz bei den Weltmeisterschaften in Breslau im Halbschwergewicht, dabei Schultersieger über Trestler, Österreich, in zwei Minuten. Döppel verletzte sich dabei und musste aufgeben. Weltmeister wurde Ernst Nilsson, Schweden, vor Trestler,
- 1913: bei verschiedenen Veranstaltungen in Nürnberg Schultersieger über den deutschen Schwergewichtsmeister von 1913, Oehler, Frankfurt und über den deutschen Vierten der Olympischen Spiele 1912 in Stockholm, Jakob Neser, Ludwigshafen,
- 1914: Sieger in der ersten Olympiaqualifikation für die Olympischen Spiele, die für 1916 in Berlin vorgesehen waren,
- 1919: Deutscher Meister in München im Schwergewicht vor Jakob Neser und Heinrich Bock, Köln,
- 1919: in Nürnberg Schultersieger über den späteren deutschen Meister im Halbschwergewicht von 1922, Wilhelm Knöpfle, Untertürkheim,
- 1920: Deutscher Meister in Stuttgart vor Adolf Kurz, Stuttgart, und Bock,
- 1920: Teilnahme an der Weltmeisterschaft in Wien im Schwergewicht. Döppel musste nach einem Sieg in der ersten Runde verletzungsbedingt aufgeben. Weltmeister wurde Heinrich Bock, Köln, vor Franz Wagner, Österreich, und Adolf Kurz, Stuttgart,
- 1920: Teilnahme an Ringerturnieren in Schweden. In Malmö wurde er Sieger vor Tetenin, Dänemark, und in Landskrona zweiter Sieger hinter Sjögren, Schweden,
- 1921: Deutscher  Meister in Plauen im Schwergewicht vor Karl Paulini, Gleiwitz, und Gustav Steinke, Wilhelmsburg,
- 1921: Europameister in Offenbach im Schwergewicht vor Adolf Kurz und August Köstner sen., Bamberg,
- 1921: bei verschiedenen Veranstaltungen Schultersieger über Kurz und Haag, beide Stuttgart, Hauff, Frankfurt, Philipp Heß, Mannheim, Adamschack, Berlin, Bogner, München, Köstner und Karl Hertel, Hof (2. Weltmeister im Schwergewicht 1911 in Dresden),
- 1922: Deutscher Meister in Berlin im Schwergewicht vor Ewert, Berlin, und Mohr, Hof (sieben Schultersiege in insgesamt 3,51 Minuten),
- 1922: bei verschiedenen Veranstaltungen Siege über Wagner, Wien, König, Mannheim, Pritzl, München, Rössing, Köln und František Tázler, Tschechoslowakei,
- 1923: in einem Kampf gegen den schwedischen Meister Gustav Lindquist in Nürnberg verletzte sich Karl Döppel so schwer, dass er lange Zeit nicht mehr ringen konnte. Er erlitt einen Beinbruch.
- 1924: bei verschiedenen Veranstaltungen Sieger über Béla Nagy, Ungarn, Mileder, Hinterstoißer und Wiesberger, alle Österreich. Gegen Verheyen, Niederlande, und den deutschen Schwergewichtsmeister von 1924, Adolf Rieger, Berlin, rang er unentschieden,
- 1925: Zweiter Platz bei der deutschen Meisterschaft in Stuttgart im Schwergewicht. Döppel schulterte der Reihe nach Bronnold, Stuttgart, Ferdinand Muß, Hörde, Willi Müller, Köln und Georg Gehring, Ludwigshafen. Da dies Gehrings erste Niederlage war, musste Döppel, dem damaligen Reglement entsprechend, noch einmal gegen Gehring ringen und brach sich dabei einen Finger. Nach Aufgabe dieses Kampfes durch Döppel kam es trotzdem zu einem Entscheidungskampf, den, da Döppel nicht mehr im Vollbestz seiner Kräfte war, erneut Gehring gewann. Gehring wurde damit Deutscher Meister vor Döppel und Müller.
- 1926: Karl Döppel gewann mit seiner Mannschaft die deutsche Mannschaftsmeisterschaft gegen den ASV Bad Kreuznach.

## Leistung
Karl Döppel war von 1919 bis zur deutschen Meisterschaft 1925 unbestritten der beste deutsche Schwergewichtsringer. Er verlor in diesem Zeitraum keinen Kampf gegen einen deutschen Ringer. Er war ein schneller, da leichter, technisch hervorragender Schwergewichtler.
In der zeitgenössischen deutschen Presse wurde Döppel öfters als der beste Schwergewichtsringer der Welt bezeichnet. Döppel konnte nicht an den Olympischen Spielen 1920 in Antwerpen und 1924 in Paris und an den offiziellen Weltmeisterschaften 1921 in Helsinki und 1922 in Stockholm teilnehmen. Vergleiche mit den dort vorne platzierten Ringern mit Döppel kamen nie zustande. Der Weltmeister im Halbschwergewicht von 1913, Ernst Nilsson, Schweden, der dort, wie Döppel, Trestler, Österreich, geschultert hatte, wurde 1923 in Stockholm auch Weltmeister im Schwergewicht. Ein Quervergleich zwischen Döppel mit Nilsson ist aber natürlich nicht möglich. Der Tscheche František Tázler, den Döppel 1922 mehrmals geschultert hatte, wurde in der zeitgenössischen Nürnberger Presse als dritter Olympiasieger von 1920 bezeichnet. Dies ist aber falsch. Tazler nahm 1920 und 1924 jeweils im Halbschwergewicht an den Olympischen Spielen teil, schied dabei aber jedes Mal nach der zweiten Runde aus und blieb unplatziert. Der schwedische Meister Gustav Lindquist, dem Döppel bis zu seinem Fußbruch einen offenen Kampf geliefert hatte, nahm an den Weltmeisterschaften 1922 in Stockholm im Halbschwergewicht teil, siegte gegen Dömeny, Ungarn, verlor aber gegen Kukk, Estland und Nielsen, Dänemark und wurde vierter Sieger.
Trotz der fehlenden Vergleiche mit den skandinavischen Ringern und dem Franzosen Deglane (Olympiasieger von 1924 im Schwergewicht) kann davon ausgegangen werden, dass Karl Döppel in Bestform auch gegen diese Ringer seine Chance gehabt hätte. Die Art und Weise, wie Döppel in diesen Jahren die deutsche Schwergewichtsszene beherrschte, lässt diesen Schluss zu. Schließlich gewannen ab 1926 Georg Gehring und Kurt Hornfischer auch gegen diese Ringer internationale Titel.